# Kriegerdenkmal Drehlitz

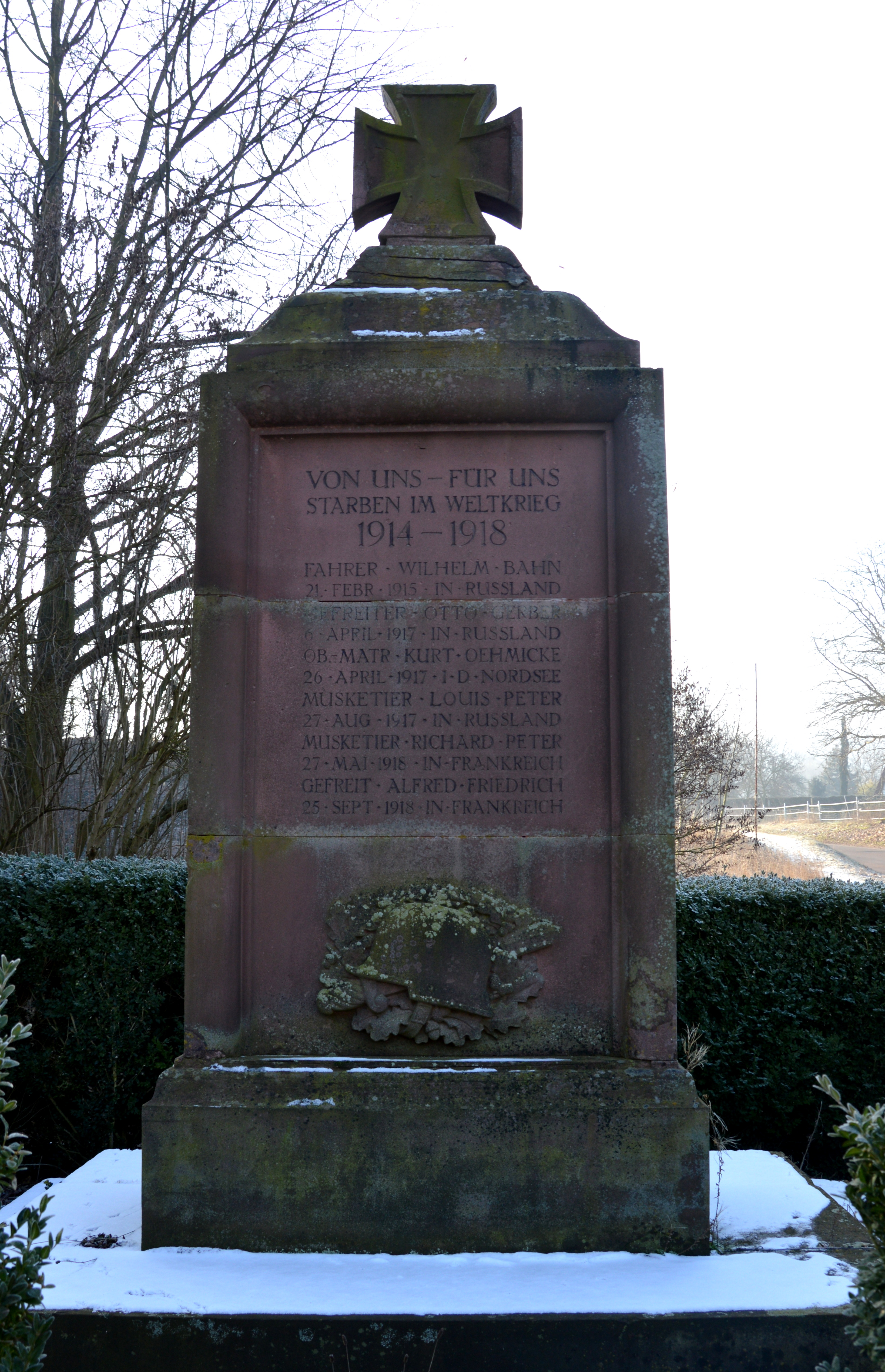
Kriegerdenkmal Drehlitz

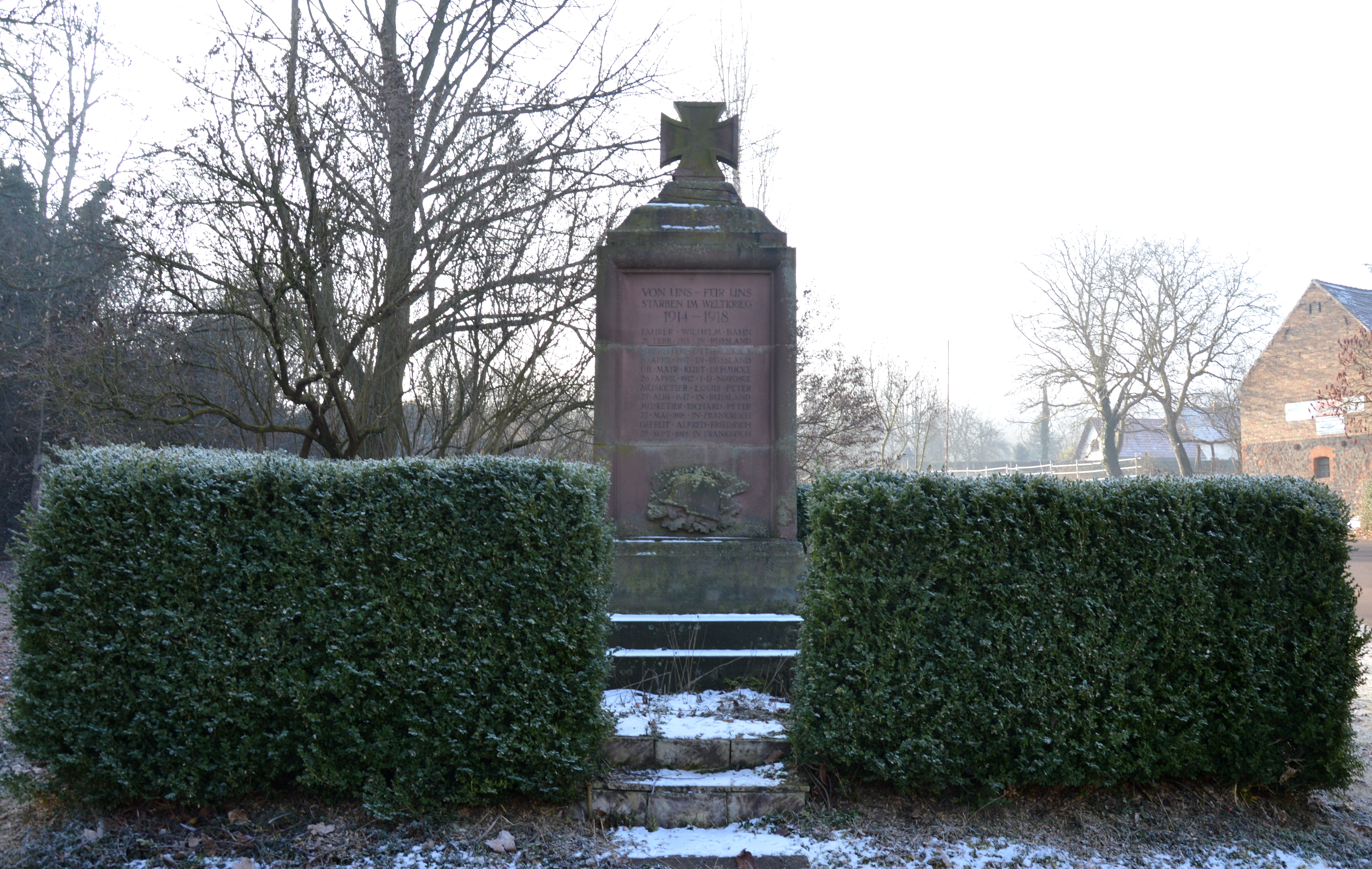
Blick von Norden auf die Denkmalanlage

Das Kriegerdenkmal Drehlitz ist ein denkmalgeschütztes Kriegerdenkmal im zur Gemeinde Petersberg gehörenden Dorf Drehlitz in Sachsen-Anhalt.

## Lage
Es befindet sich am südlichen Ortseingang auf der Ostseite der Ostrauer Straße gegenüber der Einmündung der Straße der Genossenschaft.

## Gestaltung und Geschichte
Das Kriegerdenkmal wurde für die Gefallenen des Dorfes Drehlitz im Ersten Weltkrieg errichtet. Auf seiner nach Norden zeigenden Vorderseite befindet sich die an sechs Gefallene erinnernde Inschrift:
VON UNS - FÜR UNS

STARBEN IM WELTKRIEG

1914 - 1918

FAHRER WILHELM BAHN

21. FEBR 1915 IN RUSSLAND

GEFREITER OTTO GERBER

6 APRIL 1917 IN RUSSLAND

OB.-MATR KURT OEHMICKE

26 APRIL 1917 I D NORDSEE

MUSKETIER LOUIS PETER

27 AUG 1917 IN RUSSLAND

MUSKETIER RICHARD PETER

27 MAI 1918 IN FRANKREICH

GEFREIT ALFRED FRIEDRICH

25 SEPT 1918 IN FRANKREICH

Im örtlichen Denkmalverzeichnis ist das Kriegerdenkmal unter der Erfassungsnummer 094 55648 als Baudenkmal verzeichnet.
Umgeben ist das Kriegerdenkmal von einer quadratisch angelegten Hecke. Die Ostrauer Straße trug in der Vergangenheit den Namen Petersberger Straße.